# Noel Field
Noel Haviland Field, kurz auch Noël Field (* 23. Januar 1904 in London, England, Vereinigtes Königreich; † 12. September 1970 in Budapest, Ungarn), war ein US-amerikanischer Diplomat, marxistischer Aktivist und Informant der sowjetischen GPU. Während des Zweiten Weltkrieges leitete er das Unitarian Service Committee und rettete so zahlreiche Flüchtlinge vor der nationalsozialistischen Gewaltherrschaft. Nach Kriegsende wurde er als angeblicher US-Agent Opfer der stalinschen „Säuberungen“ im Ostblock.

## Leben

### Herkunft und Zeit bis 1949
Noel Field entstammte einer angesehenen amerikanischen Quäkerfamilie, wurde jedoch in Europa geboren und wuchs in der Schweiz in Zürich auf. Dieser Umstand begünstigte seine vielseitige Sprachbegabung. Er machte diplomatisch in der Zwischenkriegszeit Karriere beim US-Außenministerium. Als überzeugter Kommunist ließ er sich in dieser Zeit als Informant für die sowjetische GPU werben. Dass der Militärnachrichtendienst GRU durch Fields eigene Indiskretion von dieser Tätigkeit erfuhr, sollte später gegen ihn verwendet werden. Möglicherweise um dem resultierenden Loyalitätskonflikt zwischen Vaterland und Politik zu entgehen, nahm er 1935 in Genf eine Stelle beim Völkerbund an. Unter anderem gehörte er zu dem Völkerbund-Ausschuss, der den Abzug der Internationalen Brigaden aus dem republikanischen Spanien überwachte. Nach dem Münchener Abkommen 1938 half er zusammen mit seinem Bruder Henry politischen Flüchtlingen aus dem Deutschen Reich, die in der Tschechoslowakei Asyl gefunden hatten, nach Großbritannien zu übersiedeln.
1940 wurde Field vom Völkerbund entlassen und im Frühjahr 1941 zusammen mit seiner Frau Herta Leiter einer Hilfsorganisation in Marseille, dem Unitarian Service Committee (USC). Das USC war in dieser Zeit – ähnlich wie das Emergency Rescue Committee (ERC) unter Varian Fry – mit der Unterstützung von Flüchtlingen beschäftigt, die entweder in Internierungslagern oder in der Illegalität lebend, die Auslieferung an die Gestapo und SS zu fürchten hatten. Field nutzte seine Position, um diesem Personenkreis Lebensmittel, Geld, Papiere und persönliche Informationen zukommen zu lassen. Er engagierte sich auch für die medizinische Versorgung der Flüchtlinge, unter anderem durch den Aufbau einer Klinik in Marseille. Insbesondere für die Kommunisten unter den Flüchtlingen waren diese Aktivitäten existenziell, da für sie aufgrund der Einwanderungsbestimmungen die Einreise in die Vereinigten Staaten versperrt war. Gleichwohl kam der größte Teil des Geldes, das Field benötigte, aus den USA, denn er war Vertrauensmann des Joint Antifascist Refugee Committee, das unter Beteiligung vieler namhafter Schriftsteller wie John Dos Passos, John Steinbeck, Ernest Hemingway und Howard Fast Mittel zur Unterstützung der Flüchtlinge sammelte. Diese Mittel wurden von Field aus der Schweiz nach Südfrankreich gebracht. In dieser Funktion hatte er mit einer Vielzahl Kommunisten, zumeist im Untergrund oder in Gefangenschaft, Kontakt, denen er in vielen Fällen helfen konnte und bei Reisen insbesondere nach Vichy-Frankreich als Kurier des kommunistischen Widerstandes diente.
Field war zusammen mit dem protestantischen Pfarrer Henri Manen im Sommer 1942 Augenzeuge der ersten Deportationen aus dem Lager Les Milles in die Vernichtungslager mitsamt den verzweifelten, aber in der Regel vergeblichen Versuchen, die Deportation noch abzuwenden.
Ab Ende 1942 setzte Field nach seiner Flucht aus Frankreich die Tätigkeit für das USC von der Schweiz aus fort. Von Mai bis November 1946 war er USC-Vertreter im CRALOG und wirkte zunächst von Stuttgart aus, später in Berlin.

### 1949–1955: „Paria“ in der späten Stalinära

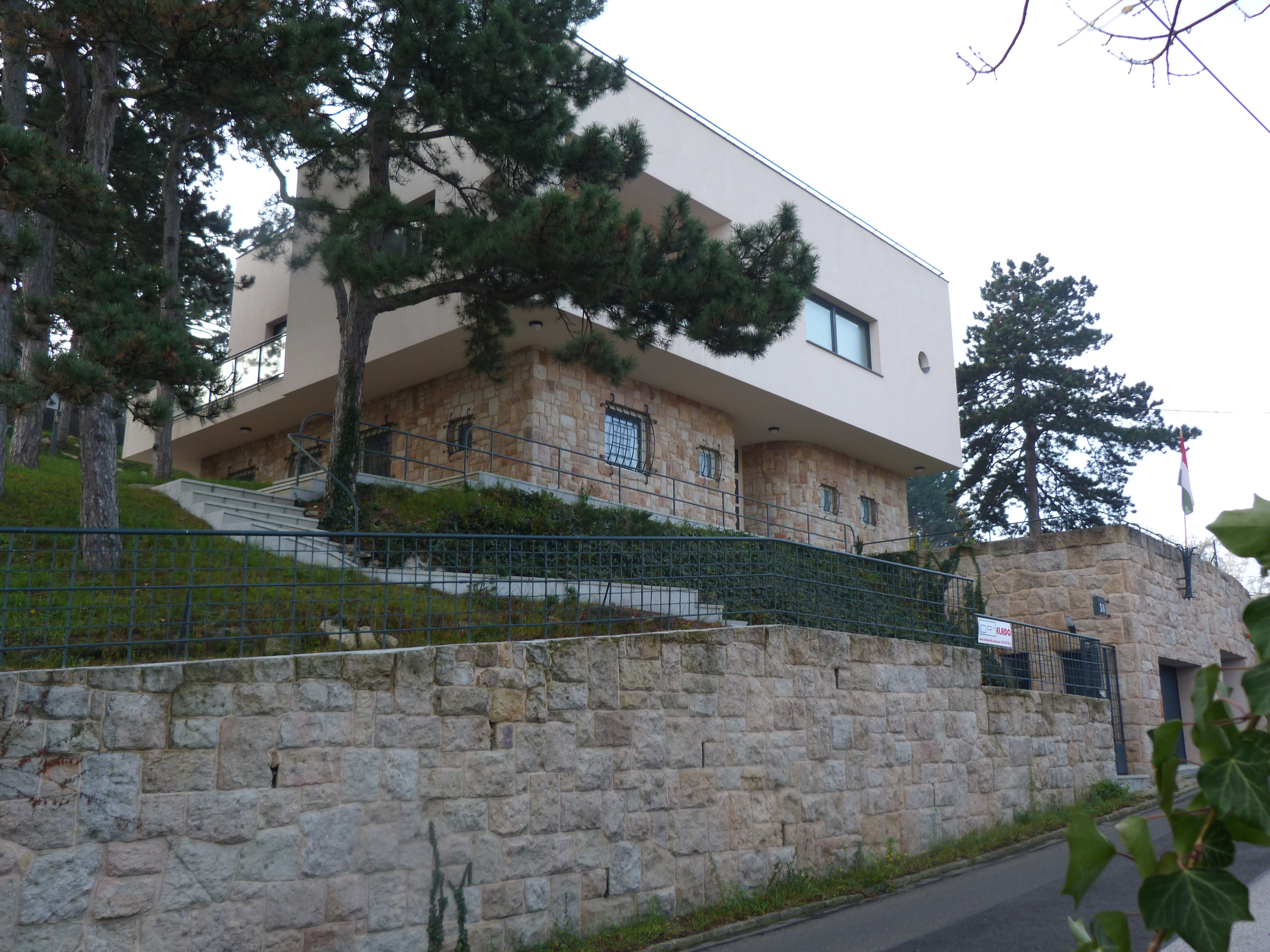
Sashegy, Budapest

1949 geriet er ins Visier kommunistischer Geheimdienste. Zwar gilt der Vorwurf der Spionage für die USA als plump konstruiert. Der Erwartungsdruck an Mátyás Rákosi, Säuberungserfolge vorzuweisen, und das durch den Titoismus verstärkte Bedürfnis Stalins, ausländische, antistalinistische Kommunisten auszuschalten, schienen jedoch so weit zusammenzuspielen, dass eine todesträchtige Säuberungswelle an Field aufgehängt wurde. Für diese Rolle schien er besonders geeignet, da er einerseits eine Karriere in den USA hinter sich hatte, andererseits durch sein Hilfswerk mit zahlreichen führenden Personen des kommunistischen Untergrundes zu tun gehabt hatte, von denen nun manche in hohe Stellen gerückt waren, als Westemigranten jedoch unter Generalverdacht standen.
Field wurde in Prag verhaftet und nach Ungarn verbracht, wo es zu einem Schauprozess gegen László Rajk kam. Als Fields Bruder Hermann, seine Gattin Herta und Adoptiv-Tochter Erika Wallach geb. Glaser nach ihm suchten, wurden auch sie in unterschiedlichen osteuropäischen Ländern verhaftet und gefoltert. Unter Folter sagten sowohl Noel als auch Hermann Field aus, sie hätten in Osteuropa eine umfangreiche Spionageorganisation aufgebaut.
Im Zuge der Säuberung wurden alle, die mit ihm Kontakt hatten, mit dem Vorwurf US-amerikanischer Spionage konfrontiert und in vielen Fällen nach Schauprozessen hingerichtet. Hierbei fanden erpresste Aussagen Fields Verwendung. Zu den Angeklagten des Slánský-Prozesses in Prag gehörten neben Generalsekretär Rudolf Slánský auch Vladimír Clementis, Ludvík Frejka und Otto Katz. Von den 14 Angeklagten waren elf jüdischer Abstammung; elf Angeklagte wurden zum Tode verurteilt.
Mehr oder weniger glimpflich überlebt haben die Kampagne Anna Leibbrand, Leo Bauer, Paula Acker, Paul Merker, Robert Rompe, Franz Dahlem, Philipp Daub, Kurt Müller und Hans Schrecker. Ein Sonderfall war Erich Mielke, der, als Lügner über seine Biographie enttarnt, beinahe vom Ankläger zum Angeklagten geworden wäre. Reichsbahngeneraldirektor Willi Kreikemeyer, im Hilfswerk ein enger Mitarbeiter Fields, hatte eher zufällig Mielkes Aufenthalt im westlichen Exil und dessen Kontakte zum Hilfswerk enthüllt.

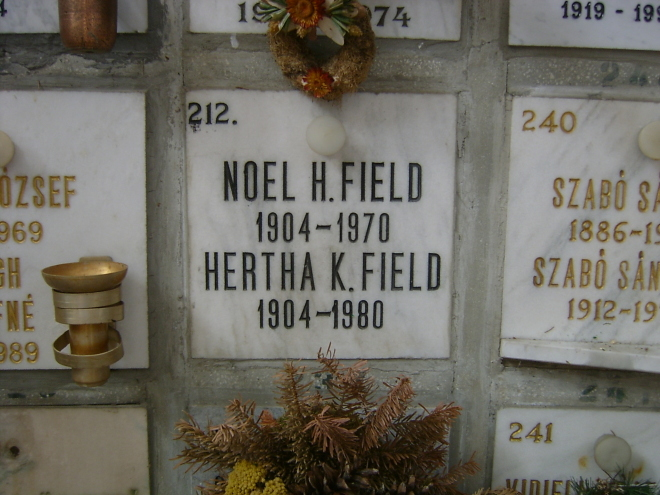
Grabstätte auf dem Farkasréti temető in Budapest

### 1955–1970
Auch Field gehörte zu den Überlebenden der Affäre. Er wurde 1955, von Einzelhaft und Folter schwer gezeichnet, aus der Haft entlassen, teilweise rehabilitiert und finanziell entschädigt. Auch seine verhafteten Familienmitglieder wurden entlassen und durften ausreisen. Nach wie vor überzeugter Kommunist, schien er seine Verhaftung als notwendiges Übel zu betrachten und lebte bis zu seinem Tod in Ungarn.

## Filme
- Thomas Grimm und Werner Schweizer (Interviewer): Erica Glaser-Wallach[3], Deutschland 1991, 153 Minuten
- 1996: Noel Field – Der erfundene Spion, Dokumentarfilm, 104 Min., 35 mm, Regie: Werner Schweizer, Produktion: Dschoint Ventschr